# 山口組と谷崎組の抗争事件
山口組と谷崎組の抗争事件（やまぐちぐみとたにざきぐみのこうそうじけん）とは、1954年（昭和29年）9月3日、兵庫県神戸市で、三代目山口組若衆・山本健一、山口組若衆・梶原清晴、山口組組若衆・北山悟が、谷崎組若頭・野沢修に重傷を負わせた暴力団抗争事件。

## 経緯
1954年9月3日、三代目山口組若衆・尾崎彰春と山口組若衆・小田芳一が兵庫県神戸市東川崎の麻雀店に入った。尾崎が麻雀店で谷崎組若頭・野沢修と口論になった。尾崎と小田は麻雀店の外で野沢と決闘することにした。麻雀客の多くが野沢の身内であった。尾崎と小田は野沢らに暴行を受け重傷を負った。通報を受けた警官が現場に駆けつけた。野沢ら谷崎組組員は逃走した。尾崎は警察に逮捕された。小田は警察の逮捕を逃れ山口組事務所へ向かった。
小田は同日に兵庫県神戸市生田区の山口組事務所に戻った。事務所には山本健一と梶原清晴と北山悟がいた。山本は拳銃を持参し、梶原はドスを持ち、北山とともに谷崎組事務所に殴り込んだ。谷崎組事務所は無人であった。山本、梶原、北山の3名は山口組事務所に引き上げた。山口組事務所には野沢修の自宅を知る山口組組員がいた。山本ら3名はその組員に野沢宅まで案内してもらった。山本と北山は野沢宅の正面から入り、梶原は野沢宅の裏側から侵入することになった。しかし野沢宅の玄関が開かなかったため、山本は野沢宅の裏に回った。梶原は山本より先に野沢宅の裏から侵入し、ドスを持って野沢に襲い掛かった。その後山本が野沢の頭と腹部に向けて1発ずつ拳銃で、銃撃。さらに梶原はドスで野沢を十数回斬った。野沢は重傷だったが、一命を取り留めた。
その後、谷崎組は瓦解。懲役3年の実刑判決を受けた山本健一は加古川刑務所に服役した。これにより、田岡一雄は、本多会・本多仁介会長とともに神戸市のヤクザ社会を2分する勢力となった。